# 永丰水库 (昭通)
永丰水库是中国云南省昭通市昭阳区境内的一座水库，位于迎水河上，建于1956年。水库正常库容为850万立方米，集雨面积为45平方千米，海拔为1917.5米。